# Бан (легендарний король)
Бан, король Бенвіка (старофранцузькою: Ban de Bénoïc) − персонаж легенди про короля Артура, батько лицарів Ланселота Озерного та Гектора Болотяного.

## Легенда

### Класична версія
Вперше Бан згадується (хоча і не з'являється особисто) в лицарському романі Кретьєна де Труа «Ланселот, або Лицар воза». Класичну версію легенди про нього вперше оповідає лицарський роман «Ланселот у прозі» (раннє 13 ст.), потім вона детально розробляється в циклі лицарських романів Вульгата. Бан та його брати Гінбо та Борс-старший були дітьми короля Ланселота-старшого, нащадка Насьєна (одного з супутників Йосипа Ариматейського). Вони були вірними союзниками Утера Пендрагона, а після його смерти − Артура.
Бан та Борс допомогли щойно коронованому Артурові відбити повстання короля Лота, який відмовлявся визнавати Артура своїм сюзереном, а також допомагали йому у війнах із саксами. (Крім того, Мерлін якось приворожив один до одного Бана та доньку кастеляна Болотяного Замка, і від цього короткочасного роману народився лицар Гектор Болотяний. Від законної своєї дружини, на ім'я Елейна, Бан мав сина Ланселота).
Натомість Артур допомагав Банові відбивати напади його ворога − Клодаса Пустельного, короля Буржу. Але якось Клодас дочекався, коли Артур муситиме протистояти завеликій кількості ворогів у Британії, та атакував Бана. Клодасові вдалося зайняти всі Банові міста, лишився останній бастіон − фортеця Треб, де переховувався Бан. Клодас запропонував Бану угоду: він випустить Бана та дозволить йому піти по допомогу до Артура, але якщо за сорок днів Бан не повернеться з підмогою − Клодас матиме право на замок. Бан погодився та полишив замок, лишивши його на сенешаля Алеома − а Алеом вже зрадив Бана та домовився з Клодасом. Коли Бан із дружиною та сином ішли до гаваней, аби відплити до Британії, Алеом відчинив двері, і Клодас вдерся до фортеці та підпалив її. Тим часом Бан, полишивши дружину біля підніжжя пагорба, здійнявся на нього та озирнувся на своє королівство востаннє, побачив, як палає Треб, все зрозумів та помер від горя. Елейна, зрозумівши, що з її чоловіком щось трапилося, здійнялася на пагорб, де знайшла чоловіка мертвим − тимчасово вона поклала сина на траву, і одразу ж його викрала фея Вівіана. Розчавлена втратами, Елейна постриглася в черниці.
Як твердить лицарський роман «Прозаїчний Трістан», брати Бан та Борс були лицарями першого Круглого Столу, заснованого ще Утером, та замолоду проводили більше часу в лицарських пригодах у Британії, ніж у власних королівствах.

### Інші версії
В германському лицарському романі Lanzelet Ульріха фон Затценхофена батько Ланселота зветься Пант із Женевіса та постає як лихий король, якого скидають його власні барони. Дружина його зветься Кларіна та постає як добра та сердечна королева, сестра короля Артура.
Нові деталі до легенди додає маловідомий романіст кінця 13 ст. Боден Батор: в нього Бан − сучасник Константа, батька Утера, та брат Івойри, дружини Константа. Дружина Бана зветься Себ та постає родичкою Клодаса, в Бана є донька Лібанор, гарна дівчина, яку Бан, побоюючись за її честь, замикає до вежі. Але диявол, намагаючись добитися її гріхопадіння, прикидається чарівником та проводить до її вежі Пендрагона (старшого брата Утера), і вона тікає з ним. Невдовзі Пендрагона починає мучити сумління за скоєне ним, а молодий Мерлін відкриває йому очі на те, хто насправді провів його до вежі, та радить вирушити на прощу до Рима.
В лицарському романі Perceforest Бенвік, далекий предок Бана, оголошується сином принца Троїла та принцеси Зелландіни − Прекрасного Принца та Сплячої Красуні. Водночас версія історії взаємин Троїла та Зелландіни значно похмуріша за класичну казку Перро.

## Походження легенди
Як і Ланселот, Бан відсутній у валлійському фольклорі. Втім, Р. С. Луміс припускав, що його прототипом міг бути легендарний британський король Бран Благословенний (французькою це звучало б Bran le Benoit, що співзвучне до Ban de Benoic).

## У сучасній культурі
Бан з'являється у творі Бернарда Корнвелла «Хроніки воєначальника» як король бритто-кельтського королівства Бенойк в Армориці та батько Ланселота та Галахада. Корнуелл розміщує столицю Бана, Ініс-Треб, у Мон-Сен-Мішель. Бан зображений як надзвичайно ерудований, він розмовляє «британською, латинською, грецькою та дещо арабською». Однак його захоплення поезією та навчанням вище за військові справи робить його місто вразливим до нападів франків.
У манзі Накаби Судзукі 2012 року «Сім смертних гріхів» Бана зображено як втілення жадібности. У серіалі Бан високий, з колючим білим волоссям і дуже молодим виглядом, оскільки став безсмертним після того, як напився з Фонтану Молодості. Наприкінці серіалу в нього народжується дитина, на ім'я Ланселот.